# Peter W. Galbraith
Peter Woodard Galbraith (sinh 31 tháng 12 năm 1950) là một tác giả, học giả, bình luận viên, cố vấn chính sách và cựu ngoại giao Hoa Kỳ.

## Phó đặc sứ sang Afghanistan
Galbraith đã được tuyên bố là Phó đặc sứ Liên Hợp Quốc tại Afghanistan ngày 25 tháng 3 năm 2009. Galbraith rời khỏi Kabul giữa tháng 9/2009 sau cuộc tranh cãi về cách giải quyết các cuộc khiếu nại gian lận bầu cử, và không quay trở lại nhiệm sở ở Kabul. Ông có bất đồng ý kiến với cấp chỉ huy của mình về cuộc bầu cử nhiều tai tiếng nơi đây. Người ta không rõ là Galbraith bị giải nhiệm sau khi chỉ ở chức vụ này mới vài tháng, hay ông được đưa sang giữ nhiệm vụ khác. Bất đồng ý kiến giữa Galbraith và đặc sứ Liên Hợp Quốc tại Afghanistan, Kai Eide, bùng ra trước công chúng vào đầu tháng 9 khi Galbraith bất ngờ rời khỏi Kabul và trở về Hoa Kỳ.
Việc bãi nhiệm ông được coi là một thiệt hại cho uy tín Hoa Kỳ ở Afghanistan và là một chiến thắng cho Tổng thống Hamid Karzai, người từng bị áp lực từ giới chức Hoa Kỳ, kể cả Galbraith để phải có hành động giải quyết tình trạng tham nhũng tràn lan. Haroun Mir, thuộc Viện Nghiên cứu Chính sách ở Afhganistan, nói rằng "đây là một thua thiệt cho cuộc bầu cử và là sự thiệt hại lớn lao cho người dân Afghanistan bởi vì Eide chỉ chú trọng đến những gì được coi là thành công trên bề mặt. Tất cả những điều này nhằm chứng tỏ là có một tiến trình ở Afghanistan nhưng tiến trình này đã mất đi giá trị của nó." Theo một nguồn tin LHQ, Eide muốn giữ tình trạng hiện nay và tìm cách khuyến khích Karzai hợp tác với đối thủ của mình như mời tham gia chính phủ, trong khi Galbraith đòi hỏi phải có biện pháp rõ rệt để chống tình trạng gian lận bầu cử, như hoàn toàn tái kiểm phiếu.